# Brachythele speculatrix
Brachythele speculatrix is een spinnensoort in de taxonomische indeling van de bruine klapdeurspinnen (Nemesiidae).
Brachythele speculatrix werd in 1897 beschreven door Kulczyński.